# Demografisk transition

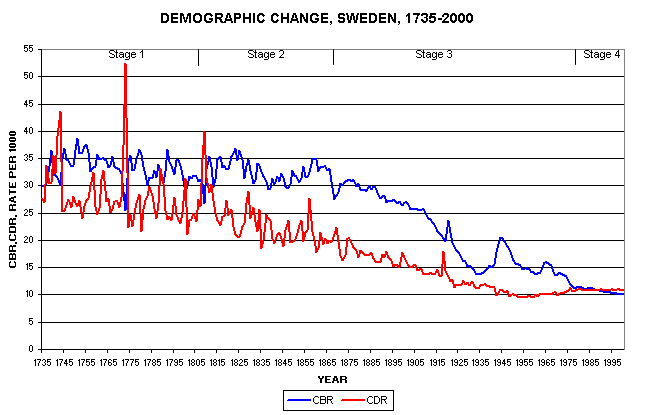
Den demografiska transitionen illustreras genom Sveriges befolkningsutveckling mellan 1735 och 2000. Höga födelsetal (CBR) och låga dödstal (CDR) skapade en snabb, stor befolkningsökning.

Demografisk transition är ett demografiskt begrepp för att beskriva övergången från höga födelsetal och höga dödstal till låga födelse- och dödstal som oftast uppstår när ett land industrialiseras. Man kan alltså se hur tillväxten är.
Modellen baseras på en tolkning som inleddes år 1929 av den amerikanske demografen Warren Thompson, då han observerat förändringarna, eller transitionerna, i födelse- och dödsnivåer i industrialiserade samhällen under de senaste tvåhundra åren. De flesta i-länderna befinner sig redan på steg fyra i modellen, och majoriteten av u-länderna befinner sig vid steg två eller tre, inget land befinner sig för närvarande i steg ett. Modellen har förklarat människans befolkningsutveckling i Europa och andra industrialiserade länder relativt väl.
De flesta u-länder tillhör idag steg tre, undantagen är fattiga länder, främst länder söder om Sahara samt ett antal fattiga Mellanösternländer, som påverkats av exempelvis inbördeskrig, några exempel är Pakistan, Palestina, Jemen och Afghanistan.

## Modellens ursprung
Modellen om den demografiska transitionen utvecklades ursprungligen av Warren Thompson år 1929. Han delade in världen i tre huvudgrupper:
- länder med snabbt minskande födelse- och dödsnivåer, där fertiliteten minskar snabbare än mortaliteten, vilket leder till minskade folkökningssiffror (Nord- och Västeuropa, Nordamerika och Australasien)
- länder med minskande födelse- och dödsnivåer i vissa socioekonomiska grupper, där tendensen är att dödstalen minskar snabbare än födelsetalen (Central- och Sydeuropa)
- länder med höga födelsetal och höga, men minskande, dödstal (resten av världen)

Frank W. Notestein utvecklade ytterligare teorin år 1945 och ansåg att det fanns ett samband mellan transitionen och industriell utveckling. Han ansåg att med tiden kommer alla länder att gå igenom en linjär transition från traditionella icke-industrialiserade samhällen till moderna, industriella och urbana sådana. Det var dock CP Blacker som först la fram de fem stadierna av populationstillväxt som i många fall fortfarande används.

## Sammanfattning av teorin

Den demografiska transitionens fem steg syns här. Steg 1 består av svag befolkningsökning, sedan ökar befolkningen kraftigt under steg 2, 3 och 4. I steg 5 däremot så föds så få barn att befolkningen ofta minskar något.

Transitionen innehåller fyra stadier, eller möjligen fem.
- Steg ett illustrerar ett förindustriellt samhälle, och döds- och födelsenivåer är höga och i relativ balans.
- Steg två illustrerar ett u-land, där dödsnivåer minskar snabbt tack vare förbättringar i tillgång till mat och hygien, vilket ökar livslängden och minskar risken för sjukdom. Dessa förändringar inträffar ofta då jordbrukstekniker förbättras, befolkningen får tillgång till elektronik, samt basal utbildning och sjukvård. Om inte födelsenivåer samtidigt börjar sjunka kan området i fråga drabbas av en demografisk fälla, eller obalans, där det drabbas av en hög befolkningsökning.
- I steg tre sjunker födelsetalen tack vare tillgång till preventivmedel, löneökningar, urbanisering, minskning av egenjordbruk, högre utbildningsnivå hos kvinnor, mindre barnarbete samt ökad tillgång till utbildning. Befolkningsökningen börjar då plana ut.
- Under steg fyra är både födelse- och dödstalen låga. Födelsetalen kan sjunka en bra bit under den nivå som är nödvändig för en allmän befolkningsökning i området, detta har bland annat inträffat i Italien, Spanien och Japan, vilket leder till en befolkningsminskning, vilket är ett hot mot många industrier som bygger på en befolkningsökning. Den stora gruppen människor som föds under steg två åldras och skapar en ekonomisk börda på den allt minskande arbetsföra befolkningen. Dödstalen hålls låga eller ökar något på grund av livsstilssjukdomar såsom fetma.

Som med alla modeller är detta en idealiserad och generaliserad bild på befolkningstransitionen, som inte nödvändigtvis stämmer in på alla individuella fall. Många länder såsom Kina, Brasilien och Thailand har passerat igenom den demografiska transitionen extremt snabbt tack vare en snabb ekonomisk och social förändring. Vissa länder, speciellt afrikanska sådana, verkar sitta fast i steg två på grund av en stagnerande ekonomisk utveckling och spridning av AIDS.

### Steg 1
I ett förindustriellt samhälle var både döds- och födelsetal höga och fluktuerade snabbt efter naturliga händelser, såsom översvämningar eller sjukdomar, och därför bibehölls en relativt konstant och ung befolkning. Barn bidrog till hushållsekonomin från tidig ålder och fick ingen utbildning, i ekvatorialafrika behövde de inte ens kläder, därför var de en viktig tillgång för varje familjs överlevnad. Som vuxna kunde de även bidra inom familjens jordbruk. I Indien var en vuxen son allt en änka behövde för att undvika extrem fattigdom. Fastän dödstalen var höga behövdes barnen, även om det fanns metoder för att minska barnafödandet. 

### Steg 2

Världsbefolkningen 10 000 f. Kr. - 2000 e. Kr.

Detta stadium leder till minskande dödstal och en befolkningsökning. Förändringarna som ledde till det här stadiet i Europa inleddes i den agrara revolutionen på 1700-talet och det gick till en början ganska långsamt. Under 1900-talet sjönk dödstalen i u-länder allt snabbare. Länder som idag befinner sig i detta stadium bland andra Jemen, Afghanistan, Palestina, Bhutan och Laos samt stora delar av Subsahariska Afrika (förutom Sydafrika, Zimbabwe, Botswana, Swaziland, Lesotho, Namibia, Kenya och Ghana, vilka har börjat förflytta sig till steg 3).  Minskningen i dödstal beror initialt på två faktorer:
1. Förbättringar i födotillgång och bättre jordbruksmetoder och infrastruktur, detta minskar risken för svält.
2. Förbättringar inom sjukvård, vilket minskar risken för sjukdomar, speciellt sådana som drabbar barn. Förbättringarna handlar bland annat om vaccinering, samt allmänt förbättrad både personhygien och hygien vid mathantering. Dessa förbättringar har ett samband med ökad utbildning och kunskap om vad som orsakar sjukdomar.

En konsekvens av de sjunkande dödstalen under steg två är en snabb befolkningsökning (eller "befolkningsexplosion") då gapet mellan döds- och födelsetal snabbt blir större. Bör noteras att gapet inte orsakas av en ökning av födelsetal utan en minskning av dödstal. Den här förändringen inträffade i nordvästra Europa under 1800-talet på grund av industriella revolutionen. Under andra halvan av 1900-talet tog sig många u-länder in i steg två, vilket har skapat en världsvid befolkningsexplosion vilken många demografer idag är oroade för.

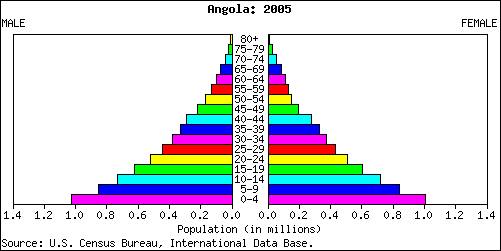
Angola 2005

Karaktäristiskt för steg två är även förändringen i befolkningens åldersstruktur. I steg ett ligger de flesta dödstal mellan åldern 5 och 10. Detta leder till att befolkningen i steg två blir yngre och yngre och många barn börjar reproducera lika tidigt i livet som deras föräldrar och bibehåller en hög fertilitet. Bottnen i befolkningspyramiden ökar först, vilket accelererar befolkningsökningen. Åldersstrukturen i en sådan befolkning illustreras här av exemplet Angola 2005.

### Steg 3
Steg tre stabiliserar befolkningen genom en minskning i födelsetalen. Det finns flera faktorer som bidrar till denna förändring, även om många av dem fortfarande är spekulativa:
- På landet bidrar minskade dödstal hos barn till att föräldrarna till slut inser att de inte behöver så många barn för att garantera en komfortabel ålderdom. I takt med att barnadödligheten minskar blir föräldrarna mer och mer övertygade om att färre barn räcker för att hålla igång gården och ta hand om föräldrarna under ålderdomen.
- En ökad urbanisering förändrar synen och värdet på barnen i en agrar miljö. Stadsboende ökar också kostnaderna för familjen vid varje barns födsel.
- Obligatorisk utbildning införs, och det blir viktigare och viktigare för barnen att utbilda sig för att få en respekterad plats i samhället. Samtidigt införs lagar som förbjuder barn att arbeta utanför hushållet och begränsar arbetsbördan inom hushållet. Föräldrar börjar i det här stadiet att överväga att köpa böcker och leksaker till barnen, och de blir därför allt dyrare att ta hand om. Barnafödandet minskar också tack vare tillgång till preventivmedel och kunskap inom familjeplanering.
- Fler och fler kvinnor lär sig läsa och skaffar jobb, vilket minskar synen på att kvinnor tvunget ska ta hand om barnen. Detta är främst en fråga i områden där fäder har ingen eller liten del i uppfostringen av barnen, exempelvis i Sydeuropa och Japan. Kvinnans värde bortom barnuppfostran blir allt viktigare.
- Även sexuella värderingar spelar in, då tillgången till preventivmedel ökar och tabut kring sex minskas.

De resulternade förändringarna i åldersstrukturen inkluderar en minskning av beroendet av ungdomar och med tiden en åldrande befolkning. Befolkningspyramiden blir mindre och mindre triangulär och mer som en långsträckt ballong. Under perioden ökar antalet arbetsföra, vilket leder till möjligheter att öka den ekonomiska tillväxten. 
Om de faktorerna ovan inte tillåts fungera finns en risk att samhällets födelsetal inte minskar i tid, vilket gör att samhället inte kan fortsätta till steg fyra utan fastnar i vad som kallas en demografisk fälla.
Länder som upplevt en fertilitetsminskning på över 40 procent från nivåer är bland andra: Costa Rica, El Salvador, Panama, Jamaica, Mexiko, Colombia, Ecuador, Guyana, Surinam, Filippinerna, Indonesien, Malaysia, Sri Lanka, Turkiet, Azerbajdzjan, Turkmenistan, Uzbekistan, Egypten, Tunisien, Algeriet, Marocko, Libanon, Sydafrika och många Stilla havsöar.
Länder som upplevt en fertilitetsminskning på mellan 25 och 40 procent är bland andra: Honduras, Guatemala, Nicaragua, Paraguay, Bolivia, Vietnam, Myanmar, Indien, Bangladesh, Tadzjikistan, Iran, Jordanien, Qatar, Förenade Arabemiraten, Zimbabwe och Botswana.
Länder som upplevt en fertilitetsminskning på mellan 10 och 25 procent är bland andra: Haiti, Papua Nya Guinea, Nepal, Pakistan, Syrien, Irak, Saudiarabien, Libyen, Sudan, Botswana, Kenya, Ghana och Senegal.

### Steg 4
Vid steg fyra har områdena i fråga om låga födelse- såsom dödstal, och befolkningarna skulle traditionellt bli relativt stabila. Det har dock visat sig att befolkningsökningen fortsätter att minska, vilket leder till ett hypotetiskt steg fem.
Länder som har en total fertilitetsnivå på under 2,5 år 1997 (det vill säga i steg fyra) är bland andra: USA, Kanada, Australien, Nya Zeeland, största delen av Europa, Bahamas, Puerto Rico, Trinidad och Tobago, Brasilien, Sri Lanka, Sydkorea, Singapore, Kina, Nordkorea, Thailand och Mauritius.

### Steg 5
Den ursprungliga modellen har enbart fyra stadier, men det blir mer och mer tydligt att det måste finnas ett femte stadium för att representera länder som har genomgått den ekonomiska transitionen från tillverkningsindustri till informationsbaserade samhällen, en så kallad avindustrialisering. Länder såsom Tyskland, Italien, Spanien, Portugal, Grekland och framförallt Japan har födelsetal som ligger under dödstalen, och har därför en minskande befolkningsutveckling. Dessa länder bygger sin befolkningsökning på invandring. Andra länder som drabbats av befolkningsminskning har drabbats snabbt, främst Ryssland, Ukraina och baltstaterna, som drabbats av den snabba ekonomiska förändringen efter kommunismens fall.